# فرانسيسكو إلياس دي تيهادا إي سبينولا
كان فرانسيسكو إلياس دي تيهادا إي سبينولا غوميز (6 أبريل 1917- 18 فبراير 1978) باحثًا إسبانيًا وسياسيًا كارليًا. يُعتبر واحدًا من نخبة المفكرين في العصر الفرانكوي، وإن لم يكن بالضرورة فرانكويًا. مثّل باعتباره منظرًا في القانون مدرسة تُعرف باسم القانون الطبيعي، وبصفته مؤرخًا للأفكار السياسية ركز في الغالب على هيسبانيداد، وانتهج بصفته منظرًا في السياسة منهجًا تقليديًا. بصفته كارليًا، ظل إيديولوجيًا بدلًا من أن يكون بطلًا سياسيًا.

## عائلته وشبابه
نشأت عائلة تيهادا في جنوة، وانتقل فرع منها إلى نابولي، وفي القرون الوسطى المتأخرة إلى لا ريوخا، واستقرت في مورو دي كاميروس. في العصر الحديث المبكر، انتقل أحفادها إلى إكستريمادورا، وبعد بضعة أجيال صاروا يُعتبرون إكستريمادوريين. من أسلاف فرانسيسكو القدماء الفارس سانشو دي تيهادا من القرن السابع عشر، الذي برز ابنه إلياس في خلال حصار بريدا وأُدرج اسمه في اسم العائلة. في مطلع القرن التاسع عشر، امتلكت العائلة، والمشار إليها بصفة الهيدالجو ملاك الأراضي، عقارات معظمها في كاستويرا وزالاميا دي لا سيرينا. حقق جد فرانسيسكو شهرة بصفة محامٍ. مارس والد فرانسيسكو، خوسيه ماريا إلياس دي تيهادا إي دي لا كويفا (1891- 1971) المحاماة أيضًا في كاستويرا. في 1913، تزوج من إنكارناثيون سبينولا غوميز (1891- 1953)، وريثة عائلة محلية ثرية من ملاك الأراضي. قضى فرانسيسكو وأخوه معظم طفولتهما في عزبة رينكونادا الخاصة بها قرب غرانجا دي توريهيرموسا، وتربيا في بيئة كاثوليكية جدًا. رغم أنه وُلد في مدريد، كان يعتبر إكستريمادورا وطنه.
كان فرانسيسكو يلتهم الكتب الصعبة منذ طفولته المبكرة، وتمتع بذاكرة ممتازة، فتلقى تعليمه في البداية في الكلية اليسوعية بنويسترا سينيورا دي ريكويردو في حي تشامارتين بمدريد. بعد أن نُهب مبناها في مايو 1931، وطُردت الأخوية بُعيد ذلك، تابع تعليمه في مدينة إستريموز البرتغالية، وما يزال مع اليسوعيين. في 1933، حصل تيهادا على درجة البكالوريوس، واعترفت بها جامعة إشبيلية. بإلهام من مرشده اليسوعي فرناندو ماريا دي هويدوبرو، قرر دراسة القانون، رغم أنه درس في جامعة مدريد الفلسفة والآداب كذلك. بعد أن تخرج في كلا الفرعين عام 1935، سافر ليدرس في ألمانيا. أدركه اندلاع الحرب الأهلية في برلين، وعاد إلى إسبانيا ليجد أن العشرات من أقربائه قد أُعدموا على أيدي الجمهوريين في غرانجا. في سبتمبر بكاليرا دي لا سييرا، تجند في الجبهة القومية، فتقدم أولًا إلى توليدو، ثم شارك بصفة جندي مدفعية في معركة مدريد. في فبراير 1937، قُبل في مدرسة ألفيرثيس بروفيسيوناليس في إشبيلية، وسرعان ما هجرها لأسباب صحية. في مايو 1937، اعتزم الانضمام إلى الطيران، لكنه رُشح في أغسطس لرتبة ملازم ثانٍ مدمج في وحدة لوجستية بإشبيلية، وظل في هذا المنصب حتى نهاية الحرب.
رغم وصفه بأنه شديد الانجذاب للإناث، لم يتزوج إلياس دي تيهادا إلا متأخرًا في عام 1962، بعمر الخامسة والأربعين. تزوج من إيطالية أصغر منه بعشرين سنة اسمها غابرييلا بيركوبو كاليت (1937- 1986)، سليلة عائلة نابولية متميزة ذات إرث فكري هائل، وتجيد الإسبانية بطلاقة، وعالمة بالمجال الثقافي الإسباني وحائزة على درجة دكتوراه في الفلسفة. على امتداد بقية حياة تيهادا، دعمته زوجته في كل المجالات الممكنة، بصفة سكرتيرة، ومدققة لغوية، ومحررة، وشريكة عالمة، وشريكة في التأليف، ومنظِمة، ومصدر إلهام أكاديمي، وتوأم روح. لم ينجب الزوجان أي أطفال. ينحدر فرانسيسكو إلياس دي تيهادا لوزانو، وهو دبلوماسي إسباني من القرن الحادي والعشرين شغل منصب سفير ومسؤول رفيع في وزارة الخارجية، من أخي إلياس.

## سيرته الأكاديمية
رُشح تيهادا في عام 1935 لمنصب أستاذ مساعد للقانون السياسي بمدريد، وهو منصب شغله مدةً قصيرة نظرًا لأنه غادر إلى ألمانيا. عندما كان في الجيش القومي، كان يعطي محاضرات في دروس آداب وفلسفة نظمتها جامعة إشبيلية، ونشر في 1939 أول أعماله. بعد أن حاز على الدكتوراه بفضل أطروحته عن جيرونيمو كاستيلو دي بوباديلا، عاد تيهادا في 1939 إلى مدريد بصفة أستاذ مساعد ليساعد نيكولاس بيريز سيرانو في القانون السياسي. في 1940، تقدم بطلب للحصول على كرسي فلسفة القانون في إشبيلية وأوفييدو، لكن في أثناء المسابقة الروتينية، هُزم على أيدي المرشحين المناهضين، ووصفه الحكام بأنه خطيب مثقف ولامع، لكنه أيضًا مشوّش وغير ناضج وغير ملتزم بالموضوع ويفتقر إلى الروح الانفعالية وغنائي وتكراري على نحو مفرط. في عام 1940 أيضًا، غادر تيهادا سعيًا خلف الأبحاث خارج البلاد، بعد أن صارت أمامه فرصة فريدة لمقارنة بيئة الحرب المبكرة في برلين وأكسفورد. 
في مارس 1941، فاز تيهادا بمسابقة كرسي القانون الطبيعي وفلسفة القانون بجامعة مرسية، وانتقل في 1942 إلى جامعة سلامنكا، نظرًا لأنه المتسابق الوحيد. في 1951، تبادل الكراسي مع خواكين رويز غيمينيز كوتيز وغادر إلى إشبيلية، حيث ترأس فلسفة القانون للسنوات الست وعشرين التالية، وترأس دوريًا تاريخ الأفكار أيضًا. لكنه، بمعزل عن العام الدراسي 1960- 1961، قضى الفترة بين 1956 و1964 في معظمها يسعى وراء الأبحاث في نابولي، وقامت الجامعة بحيل إدارية ضخمة لإيجاد إطار قانوني لمثل هذه الإقامة. منذ 1964، عمل بموجب عقد تفرغ كامل. في 1969، رُشح لمنصب مستشار فخري للمجلس القومي للتربية، رغم أن علاقاته الأكاديمية بالسلطات التربوية الفرانكوية ظلت شائكة.
انتوى تيهادا منذ بداية السبعينيات الانتقال إلى مدريد، لكن عروضه في 1971 و1974 فشلت. اتخذ عرضه عام 1975 لجامعة أوتونوما منعطفًا محرجًا، عندما اتهم تيهادا الحكام بعدم الكفاءة اللغوية. رُفض احتجاجه، وفي عام 1976، خسر أمام إلياس دياز غارثيا، واستأنف القرار، إلا أن القضية لم تُسوَ قبل وفاته. ومع ذلك، عُين في 1977 بدون مسابقة رئيسًا للقانون الطبيعي وفلسفة القانون في كومبلوتنس، لكن الموت قطع فصله الأول في مدريد.